# Mäksa (plaats)
Mäksa (Duits: Mäxhof) is een plaats in de Estlandse gemeente Kastre, provincie Tartumaa. De plaats heeft de status van dorp (Estisch: küla) en telt 108 inwoners (2021).
Het dorp hoorde tot in oktober 2017 bij de gemeente Mäksa. In die maand werd Mäksa bij de nieuwe fusiegemeente Kastre gevoegd.
De plaats ligt aan de rivier Emajõgi. Aan de overkant ligt Kikaste.

## Geschiedenis
Mäksa werd in 1541 voor het eerst genoemd onder de naam Pepefer. De naam Mäxhof of Meckshof duikt in verschillende varianten pas op na 1582. Het landgoed waartoe Mäksi behoorde, was toen in het bezit van de familie Mecks. Later kwam het in het bezit van andere Baltisch-Duitse families, zoals Schübter, von Löwenstern en von Essen.
Het landhuis van het landgoed, gebouwd rond 1800 en uitgebreid op het eind van de 19e eeuw, bestaat nog. Het is in particuliere handen en niet toegankelijk voor het publiek. In de buurt van het landhuis ligt een kleine begraafplaats met een kapel voor de familie von Essen.
In 1977 werden de buurdorpen Murulaane and Reheküla bij Mäksa gevoegd.

## Foto's

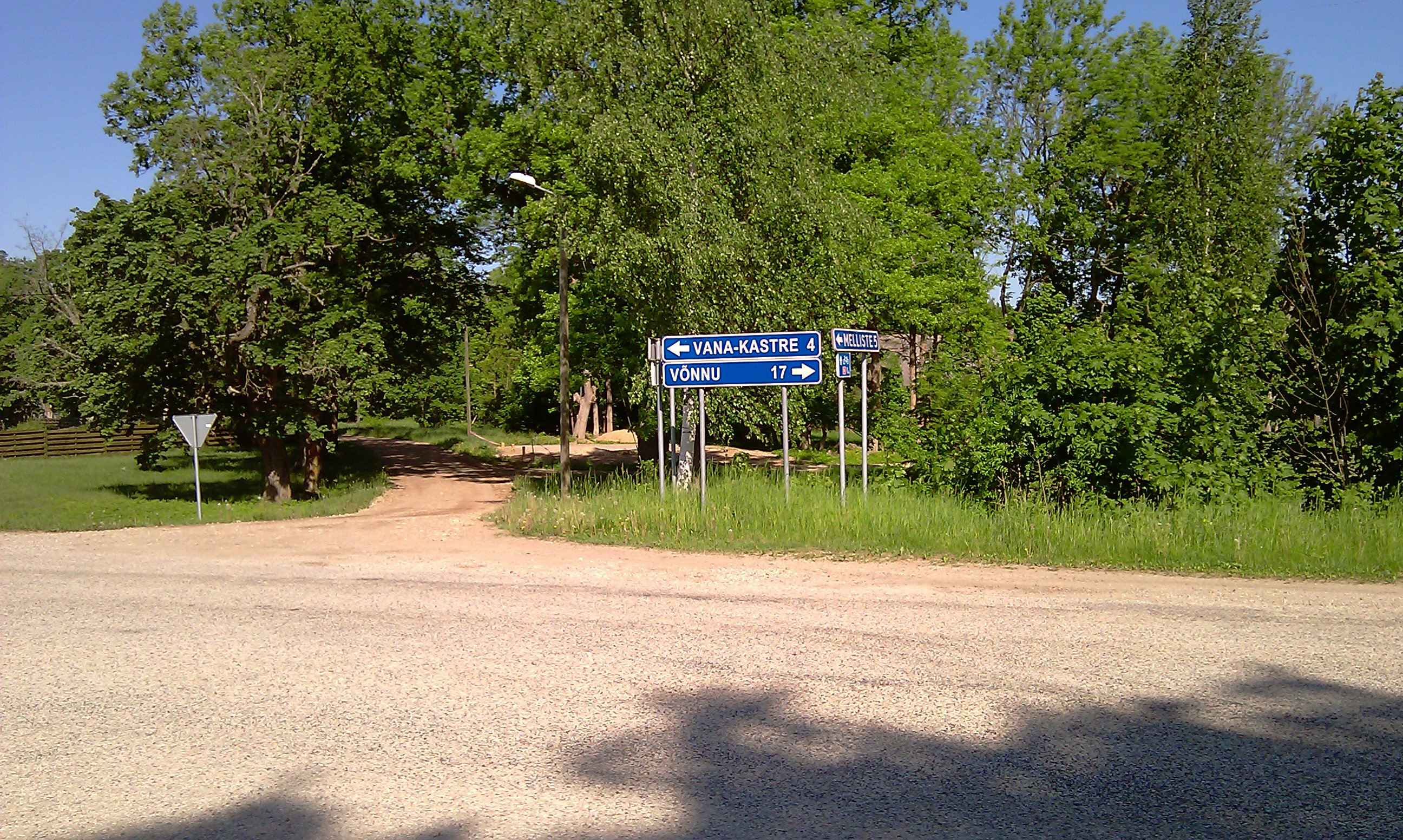
Bewegwijzering bij Mäksa
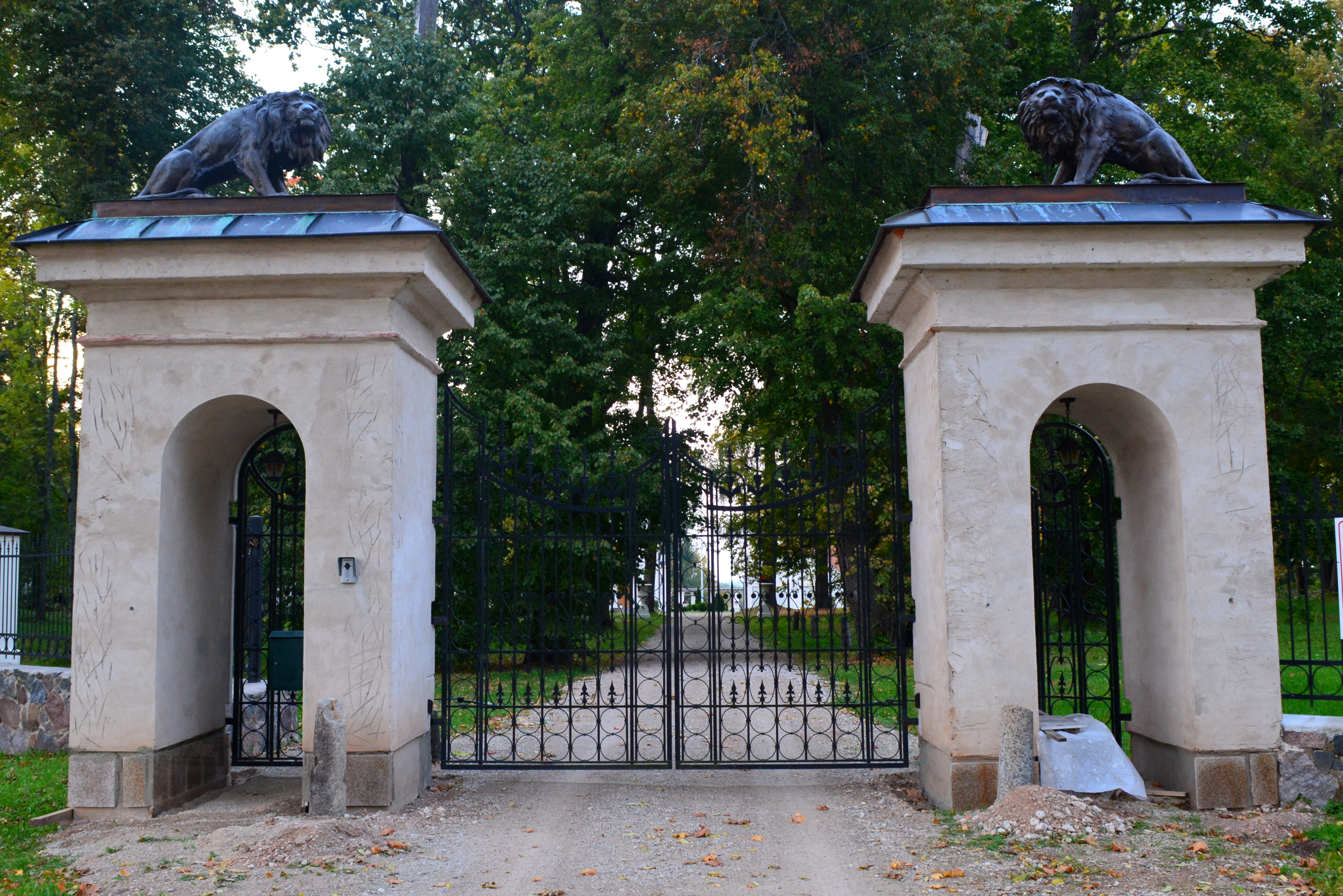
Ingang van het park bij het landhuis
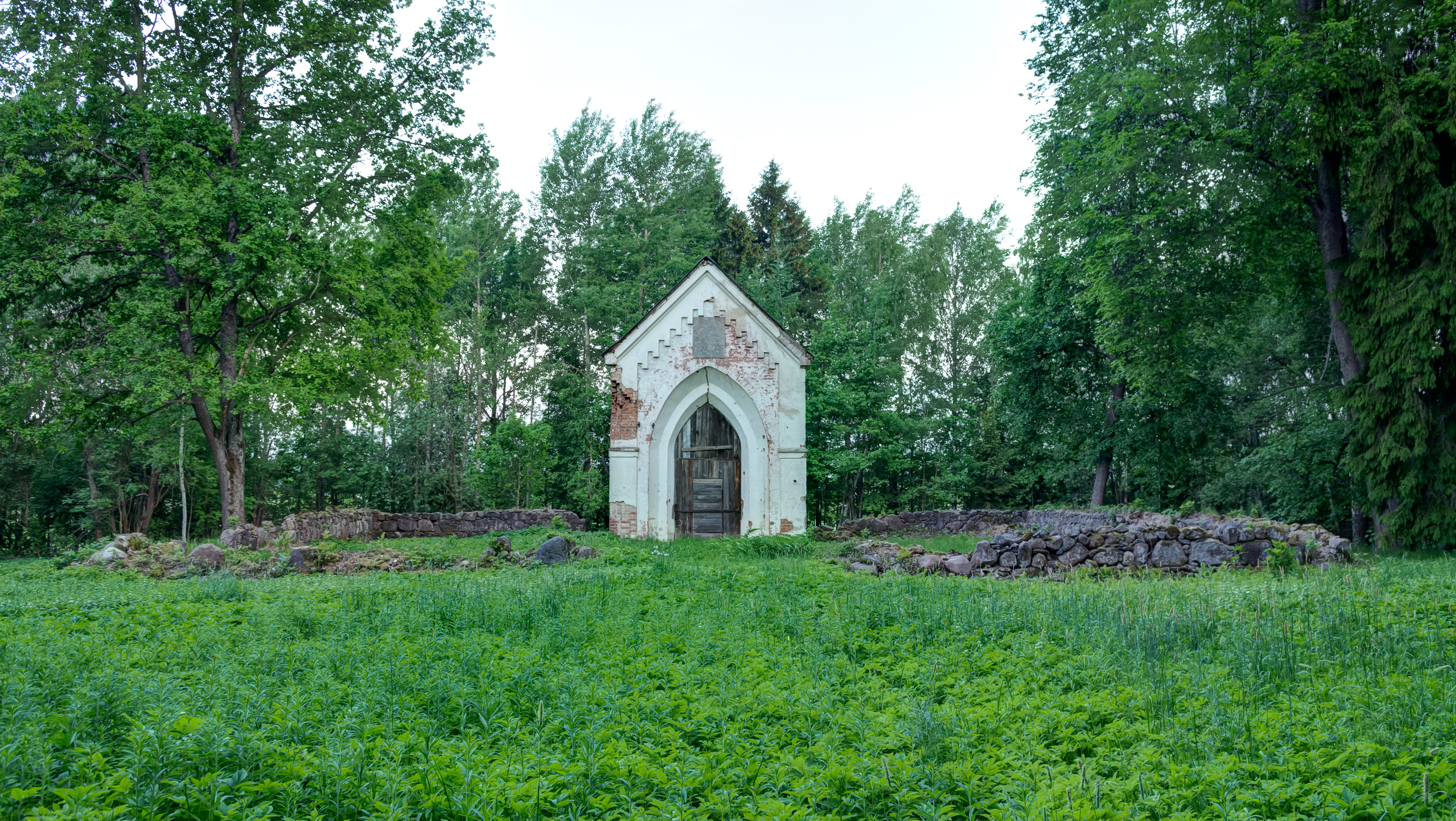
Kapel op de begraafplaats van de von Essens